# Maison de Savoie
Pour les articles homonymes, voir Savoie (homonymie).
La maison de Savoie est une dynastie européenne ayant porté les titres de comte de Savoie (1033), puis de duc de Savoie (1416), prince de Piémont (1418), roi de Sicile (1713), roi de Sardaigne (1720) et roi d'Italie (1861). Elle est l'héritière de la dynastie des Humbertiens, nom donné par l’historiographie moderne aux premiers souverains, comtes en Maurienne, et issu du comte Humbert.
L'origine de la maison de Savoie remonte vers 1032 lorsque le territoire qui aujourd'hui correspond à la Savoie est intégré avec le second royaume de Bourgogne au Saint-Empire romain germanique. Loin de l'empereur allemand, les seigneuries se créent au hasard des guerres, des mariages et des donations.
La numérotation des chefs successifs de cette maison ne tient pas compte des changements de titre. La seule exception vient des rois Humbert Ier d'Italie et Humbert II d'Italie qui n'ont pas repris à leur compte la succession purement savoyarde, d'où l'absence d'Humbert IV et V.

## Historique
Les ascendants du fondateur de la dynastie des Savoie, Humbert dit aux Blanches Mains, ne sont à ce jour pas connus. Son importance au début de l'an mil a conduit les médiévistes des siècles précédents à envisager une origine de grande noblesse issue de l'aristocratie post-carolingienne. Toutefois, la recherche actuelle amène différents historiens à donner de nouvelles orientations sans apporter de réponses définitives.

### Origine saxonne légendaire
Une légende fait de Humbert dit aux Blanches Mains un descendant de Widukind, ennemi, puis ami de Charlemagne. Cette légende aurait été fabriquée par Jean d'Orville, dit Cabaret (XIVe siècle), puis diffusée par les princes de la maison de Savoie afin de prouver leur origine saxonne et donc leur droit à ceindre, en tant que princes du Saint-Empire, la couronne impériale.
Depuis le XVe siècle, les historiographes proches de la maison de Savoie citent à l'origine de celle-ci un certain Bérold, que l'on trouve parfois sous la graphie Girold ; celui-ci aurait imposé son autorité à toutes les autres familles nobles de la Sapaudia. Il serait le fils d'un certain Hugues, duc de Saxe, et le petit-fils de l'empereur Othon II, et frère d'Othon III. Ce prince se serait exilé dans le royaume de Provence après avoir tué la femme de l'empereur, surprise en flagrant délit d'adultère,. Parti combattre les montagnards révoltés en Savoie, il les aurait vaincu à Cules, à La Charbonnière, à Hermillon et dans bien d'autres batailles. L'écho de ses prouesses serait parvenu aux oreilles de l'empereur qui lui pardonna son crime et le fit gouverneur du Viennois, dans la vallée du Rhône. Les historiens jusqu'au XIXe siècle considèrent sans preuve, car aucun document ne le mentionne, que Béroldt serait le père du comte Humbert, dont les successeurs seront qualifiés de Humbertiens par les historiens, et qui sont à l'origine de la maison de Savoie,.

### Hypothèses contemporaines
Pour les historiens contemporains, il semble plus vraisemblable que ce Humbert, premier comte de Maurienne, ait appartenu à une famille de grands propriétaires de la combe de Savoie et qu'il ait eu pour frère Odon, évêque de Belley. Les historiens, Laurent Ripart, maître de conférence à l'université de Savoie, ou encore Cyrille Ducourthial, historien au service archéologique de la ville de Lyon, démontrent que ce premier comte de Maurienne est mentionné dans une vingtaine à une soixantaine d'actes,. Humbert et sa famille seraient originaires du comté de Vienne. Lui et ses frères Burchard et l'évêque de Belley, Odon, possédaient des terres et des droits dans le sud de l'évêché de Belley,. Aucun acte ne mentionne le nom de leur père.
Cette famille peut être considérée comme puissante au niveau régional puisqu'une proche parente par alliance, peut être une sœur, épouse en 1011 le dernier roi de Bourgogne, Rodolphe III. Cette influence familiale s'observe déjà vers la fin du Xe siècle, lorsque Odon, fut qualifié par l’archevêque de Vienne Thibaud de quidam illustris stemmate, ecclesie Bellicensis onomate Odo presul. Selon lui, les Humbert pourraient provenir d'une illustris stemma (de « naissance illustre »), sans pour autant en apporter de preuves.
L'historien André Palluel-Guillard relève que la maison de Savoie se distingue par sa longévité sur près d'un millénaire (entre l’apparition de Humbert aux Blanches Mains et l’abdication forcée d’Humbert II), soit une « longue durée qui n’a d’équivalent qu’avec les Hohenzollern ».

## Titres de la maison de Savoie

Armoiries de la maison de Savoie à partir de 1890.

Les princes de la maison de Savoie ont porté différents titres. Suit une liste donnée par André Palluel-Guillard sur le site Sabaudia.org qui regroupe les archives départementales de la Savoie et de la Haute-Savoie, formant l'ancien duché de Savoie.
Nous par la grâce de Dieu roi de Sardaigne, de Chypre, de Jérusalem et d’Arménie, duc de Savoie, comte de Maurienne, marquis en Italie, prince de Piémont, de Carignan, d’Onéglia, de Poitin, de Trin, prince et vicaire perpétuel du Saint-Empire romain en Italie, prince de Carmagnole, de Montmélian, prince bailli du duché d’Aoste, prince de Chieri ; de Dronero, de Crescentino ; de Riva de Chieri et Banna, de Busca, de Bene, de Brà, duc de Gênes, de Montferrat, d’Aoste, du Chablais, de Genève, de Plaisance, marquis de Saluces, d'Ivrée, de Suse, de Maro, d’Oristano, de Cesana, de Savona, de Tarentaise, de Borogomanero et Curregio, de Caselle, de Rivoli de Pianezza, de Govone, de Salussola, de Racconigi, de Cavaller-Maggiore, de Marene, de Modane et de Lanslebourg, de Libourne Ferraris, de Santhia, d’Aglié, de Centallo et Demonte, de Desana, de Ghemme, de Vigone, comte de Barge, de Villefranche, de Genevois, de Nice, de Tende, de Romont, d’Asti, d’Alessandria, de Goceano, de Novarre, de Tortone, de Bobbio, de Soissons, de Saint-Antioco en Sardaigne, de Pollenzo, Roccabruna en Piémont, de Tricerro, de Bairo, d’Ozegna, d’Appertole, baron de Vaud et de Faucigny, seigneur de Verceil, de Pignerol, de la Lommelline et de la vallée de la Sesia, du marquisat de Ceva, grand-seigneur de Monaco, de Roquebrune et d'un décime de Menton, noble homme patricien vénitien, patricien de Ferrare, souverain et chef de la maison royale de Savoie.

### Comtes de Savoie
Après la mort de Rodolphe III de Bourgogne, en 1032, Humbert aux Blanches Mains soutient l'empereur du Saint-Empire romain germanique Conrad II le Salique comme son héritier et successeur qui est élu roi de Bourgogne à Payerne, en 1033. Il combat Eudes II de Blois dans sa prétention à hériter du royaume de Bourgogne. L'empereur lui donne le Chablais et Saint-Maurice dans le Valais en 1034 pour le récompenser de ses services.
Les Humbertiens portent à partir du deuxième quart du XIIe siècle le titre de « comte en Maurienne », puis définitivement celui de « comte de Savoie » à partir du début du XIIIe siècle.

### Ducs de Savoie
Le duché de Savoie occupe une position stratégique. Le contrôle des routes alpines qui relient le royaume de France à l'espace italien a pour conséquence de rendre l'alliance avec la maison de Savoie une union très recherchée. Celle-ci en profite pour essayer d'agrandir son territoire en direction du Milanais, possession de la couronne d'Espagne.

### Autres titres
Seigneur de Meillonnas.

## Les États de Savoie et possessions
L'Italie du Nord et les territoires alpins étaient une mosaïque de royaumes, de principautés, de duchés, de marquisats, de comtés, de protectorats, et ont été le théâtre incessant de luttes d'influence et de conflits entre l'Espagne, la Provence puis la France, les États de Savoie, l'Autriche, l'Angleterre, le Pape, Venise et l'Empereur germanique.
La maison de Savoie a subi tous les aléas de l'histoire, qui se sont traduits par des fluctuations importantes de ses domaines au cours des siècles. Les territoires suivants ont appartenu à la famille de Savoie, à une époque ou à une autre : Beaufortain, Bauges, Bugey, Bresse, Chablais, Faucigny, Gênes, Genevois (mais pas Genève), Maurienne, pays de Gex, pays Niçois, Oneille, Piémont, Sardaigne, Savoie Propre et avant-pays, Tarentaise, Val d'Aoste, Bas Valais, pays de Vaud.
Liste par ordre alphabétique et non exhaustive des possessions tenues en nom propre ou en fief de la maison de Savoie :
- maison du sire d'Albert d'Ambronay, à Pont-d'Ain (1307-????) ;
- château d'Allinges-Neuf, à Allinges (fin XIIe siècle-1703) ;
- château d'Allinges-Vieux, à Allinges (milieu XIIIe siècle-1268 et 1355-1703) ;
- château des Allymes, à Ambérieu-en-Bugey (1335-traité de Lyon (1601)) ;
- château d'Angeville, à Hauteville-Lompnes (XIIe siècle-????) ;
- château d'Anglefort, à Anglefort (?-1571) ;
- château d'Annecy, à Annecy (1401) ;
- château d'Apremont, à Apremont (1486-1609) ;
- château d'Arlod, à Bellegarde-sur-Valserine ;
- château d'Aveillane, à proximité Suse (Italie) ;
- château de Ballaison, à Ballaison ;
- château de Bassy, à Bassy (1307-????) ;
- château de Beaufort, à Beaufort (1355-1536) ;
- maison de Bonaz, à Dortan (1451-????) ;
- château de Bonneville, à Bonneville (1234-1268) - (1355-1514) et (1659-1860) ;
- château de Bossonnens, à Bossonnens (1513-1536) ;
- donjon de Buenc, à Hautecourt-Romanèche (1294-1337) ;
- château de Briançon, à La Léchère, (1276-1392) et (1486-1568) ;
- château de Chambéry, à Chambéry, (1295-1860) ;
- château de Charbonnières, à Aiguebelle (XIe-1743) ;
- château de Château-Gaillard, à Château-Gaillard (1345-????) ;
- château de Cessens-Neuf, à Cessens, (1320-1563) ;
- château de Cessens-Vieux, à Cessens, (1385-1422) ;
- château de Charousse, à Passy, le comte Pierre II de Savoie le récupère vers 1249 ou 1250 et le garde jusqu'à sa mort en 1268[20] ;
- château de Châtillon-sur-Chalaronne, à Châtillon-sur-Chalaronne (1272-1535) et (1559-1561) ;
- château de Chazey-sur-Ain, à Chazey-sur-Ain (1355-1615) ;
- château de Chillon (1150-1536) ;
- château de Cordon, à Brégnier-Cordon (1137-vers 1140), (1285-vers 1366) et (1434-1508) ;
- château du Cuchet, à Saint-Sorlin-en-Bugey (1355-fin XVe) ;
- maison forte de Cummugnin, à Yenne (?-1348) ;
- château de Fallavier, à Saint-Quentin-Fallavier (XIIIe-?) ;
- bastide de Gironville, à Ambronay (1325-1337) ;
- château de Grésy, à Grésy-sur-Aix, (1422-1575) ;
- château d'Hermillon, à Hermillon ;
- château d'Honoré d'Urfé, à Virieu-le-Grand (1077-?) ;
- château de Jasseron, à Jasseron (1307-1586) ;
- château de La Sallaz, Beaufort (1401-1427) ;
- château de Loyes, à Villieu-Loyes-Mollon (1402-v.1525) ;
- bâtie de Luisandre, à Saint-Rambert-en-Bugey ;
- château de Lutrin, à Saint-Paul (XIIIe) ;
- château des Marches, au Marches (1301-1403) ;
- château de Miolans, à Saint-Pierre-d'Albigny, (1523-1868) ;
- château de Miribel, à Miribel (1355-1601) ;
- château de Montfalcon, à La Biolle, (1252-1566) ;
- château de Montmayeur, à Villard-Sallet (1173-~1260) ;
- château de Montmélian, à Montmélian (XIe-1860) ;
- château de Montluel, à Montluel (1355-1601) ;
- château des Outards, à Beaufort (1355-?) ;
- château de Pierre-Châtel, à Virignin (av.1268-1383) ;
- maison de Pierre Tournier, à Saint-Rambert-en-Bugey (1308-????) ;
- château de Poncin, à Poncin (1402-début XVIIIe) ;
- château de Pont-d'Ain, à Pont-d'Ain (1289-1586) ;
- château de Saint-André, à Briord (vers 1257-?) puis (1355-1385) ;
- château de Saint-Denis-en-Bugey, à Saint-Denis-en-Bugey (1355-1358) puis (1549-1555) ;
- château de Saint-Germain, à Ambérieu-en-Bugey (1282-1601) ;
- château de Sallanches, à Cordon (avant 1263 à 1268 puis de 1355 à 1360)[21].
- château de Septème, à Septème (?-1355) ;
- hôtel de Soissons, à Paris (1354) ;
- château de Thol, à Neuville-sur-Ain (av.1330-?) ;
- château de Tolvon, à Saint-Étienne-de-Crossey ;
- château de Tournon, à Tournon (XIIIe-1569) ;
- château de Trévoux, à Trévoux (1523-1552) ;
- château de Varey, à Saint-Jean-le-Vieux (1355-1410) ;
- château du Villard (origine-1288) puis (fin XVIe-1645) ;
- château de Virieu, à Virieu-le-Grand (milieu XIe-av.1248), (1285-1319), (1366-1432), (1441-1442) ;
- château de Villars, à Villars-les-Dombes (1423-1432) puis (1469-1611).

## Branches de la famille
La maison de Savoie compte plusieurs branches :
- La branche aînée, éteinte en 1263 avec la mort du comte Philippe Ier. Ce dernier choisit un neveu pour lui succéder, un cadet de la branche de Piémont (Amédée V de Savoie). Il devient le nouveau chef de la maison de Savoie.
- La branche des « Savoie-Piémont », tire son nom de l’apanage du Piémont. Elle est issue de Thomas II de Piémont († 1259). Celui-ci eut trois fils auteurs de trois tiges cadettes[22] :
  - Thomas III de Piémont, auteur de la branche des Savoie-Achaïe, seigneurs de Piémont, éteinte en 1418 ;
  - Amédée V de Savoie, comte de Savoie, auteur d'une nouvelle branche des comtes de Savoie ;
  - Louis Ier de Vaud († 1302), auteur de la branche des Savoie-Vaud, qui tire son nom de l’apanage du Pays de Vaud, éteinte avec Louis II de Vaud, son fils, en 1349.

La branche des comtes de Savoie issue d'Amédée V eut plusieurs rameaux :
- Le rameau de Savoie-Nemours ou Genevois-Nemours, éteint en 1659, issu de Philippe de Savoie († 1533), duc de Nemours, fils de Philippe II de Savoie.
- Le rameau aîné, éteint en 1831. La famille de Savoie-Carignan (voir Liste des princes de Carignan) devient chef de la maison de Savoie.
- Le rameau de Savoie-Carignan, issu de Thomas de Savoie-Carignan († 1656), prince de Carignan, fils de Charles-Emmanuel Ier de Savoie.
  - Le rameau aîné est encore représenté, et est devenu en 1831 la maison de Savoie, à l'extinction de la branche aînée, puis en 1861 la maison d'Italie.
    - Un rameau cadet dit des Savoie-Soissons (it), des comtes de Soissons, issu du prince Eugène-Maurice de Savoie-Carignan (1635-1673) et éteint en 1734 .
    - Un rameau cadet dit des Savoie-Villafranca (it), issu du prince Eugène de Savoie-Carignan (comte de Villafranca) (1753-1785).
    - Un rameau cadet dit des Savoie-Gênes (voir Duc de Gênes), issu du prince Ferdinand de Savoie (1822-1855).

  - Un rameau cadet non successible, issu du prince Eugène-Emmanuel de Savoie-Villafranca (1816-1888), qui renonce « formellement »[23] le 30 juin 1888 pour son épouse et leurs descendants, à tous les honneurs, distinctions, prérogatives et droits de la famille royale de Savoie, et pour lui-même à son droit éventuel de succéder au trône d'Italie.

Branches issues d'enfants naturels (branches bâtardes) :
- Humbert, bâtard du comte Aymon de Savoie. Par mariage hérite des biens et des titres des nobles d'Arvillard, et donne naissance à la branche des Savoie-Arvillard[24].
- René de Savoie (1473-1525), dit le « Grand Bâtard de Savoie », fils naturel du comte Philippe II de Savoie. Recevant les titres de comte de Villars puis de Tende, il donne naissance à la tige des « Savoie-Villars » ou encore « Savoie-Tende » (parfois sous la forme Savoie-Lascaris).
- Louis de Savoie-Raconis (1413-1465), dit « bâtard d'Achaïe », seigneur de Raconis, maréchal de Savoie, fils naturel de Philippe II de Savoie-Achaïe, seigneur de Piémont, auteur de la branche des « Savoie-Raconis (it) » (Racconigi). La branche s'éteint au XVIIe siècle.

## Représentation de la dynastie des rois d'Italie auXXIesiècle
La dynastie royale d'Italie est composée de deux branches au XXIe siècle :
- La branche aînée, représentée par Emmanuel-Philibert de Savoie.
- La branche cadette, représentée par Aimon de Savoie-Aoste.

La branche Savoie-Gênes est éteinte depuis 1996.

## Aînés de la maison de Savoie
- Avant 1861 : voir duc de Savoie
- 1861-1946 : voir roi d'Italie
- 1946-1983 : Humbert II (1904-1983)
- 1983-2024 : Victor-Emmanuel de Savoie (1937-2024)
- Depuis 2024 : Emmanuel-Philibert de Savoie (1972-)

## Héritage du trône d'Italie et controverses
Victor-Emmanuel de Savoie, né en 1937, est le fils de l'éphémère roi Humbert II d'Italie qui n'a régné qu'un mois et qui fut destitué par les républicains italiens. Il est, à ce titre, désigné légitimement comme prétendant de droit au trône d'Italie, par ordre de primogéniture, en qualité d'aîné de la dynastie de Savoie. Il est suivi dans l'ordre de succession par son fils, le prince Emmanuel de Savoie, né en 1972, époux de l'actrice française Clotilde Courau, princesse de Savoie.
Cependant, une partie des royalistes italiens ne le considèrent pas comme prétendant au trône, en prenant pour prétexte son mariage en 1970 avec Marina Doria, issue de la bourgeoisie. Ils soutiennent que son cousin de la branche cadette de Savoie, le duc Amédée III d'Aoste (né en 1943), serait devenu le prétendant au trône d'Italie.[réf. nécessaire]
D'autres royalistes italiens leur répondent qu'aucune règle dynastique ou de famille n'impose le mariage du prétendant au trône d'Italie avec une princesse de sang royal et encore moins avec une femme issue de l'aristocratie.[réf. nécessaire] La seule obligation est celle d'un mariage religieux : ce qu'ont respecté Marina Doria et Victor-Emmanuel de Savoie. Les positions de sa mère, la reine Marie-José d'Italie, morte en 2001, et celles des monarchistes ont toujours été limpides à ce sujet.

## La maison de Savoie et la constitution italienne
En raison de la collaboration de Victor-Emmanuel III avec le régime mussolinien, dont il a cosigné les lois raciales de 1938, la Constitution de la République italienne, entrée en vigueur le 1er janvier 1948, a réservé un sort particulier aux membres et descendants de la maison de Savoie selon l'article XIII des dispositions transitoires.
Ainsi les membres et descendants de la maison de Savoie ne sont pas électeurs et ne peuvent remplir ni offices publics ni charges électives[réf. nécessaire]. Le titre XIII dispose également que « l’entrée et le séjour sur le territoire national sont interdits aux anciens rois de la maison de Savoie, à leurs épouses et à leurs descendants mâles ».
Les biens, existant sur le territoire national, des anciens rois de la maison de Savoie, de leurs épouses et de leurs descendants mâles sont transférés à l’État. Les transferts et les constitutions de droits réels sur ces biens qui sont advenus après le 2 juin 1946 sont nuls.
Avec l'entrée en vigueur, le 10 novembre 2002, de la loi constitutionnelle no 1 du 23 octobre 2002, les alinéas 1 et 2 de la XIIIe disposition transitoire et finale de la Constitution italienne cessent de s'appliquer aux membres et descendants de la maison de Savoie,,.
L'historien Frédéric Le Moal souligne le sort réservé à la maison de Savoie en le comparant à celui de Benito Mussolini, enterré en Italie, et à celui de sa famille, qui « y vit sans encombre depuis 1945 ».